# Campeonato Sergipano 2005
In 2005 werd het 82ste Campeonato Sergipano gespeeld voor voetbalclubs uit de Braziliaanse staat Sergipe. De competitie werd georganiseerd door de FSF en werd gespeeld van 13 februari tot 29 mei. Voor het eerst in jaren werd er een competitie naar Europees model gespeeld, zonder eindronde na de reguliere competitie. Itabaiana werd kampioen. 

## Eindstand
| Plaats | Club        | Wed. | W  | G | V  | Saldo | Ptn. |
| ------ | ----------- | ---- | -- | - | -- | ----- | ---- |
| 1.     | Itabaiana   | 18   | 11 | 5 | 2  | 33:15 | 38   |
| 2.     | Sergipe     | 18   | 11 | 4 | 3  | 34:21 | 37   |
| 3.     | Lagartense  | 18   | 7  | 9 | 2  | 39:32 | 30   |
| 4.     | Boca Júnior | 18   | 7  | 3 | 8  | 31:33 | 24   |
| 5.     | Olímpico    | 18   | 5  | 9 | 4  | 23:22 | 24   |
| 6.     | Confiança   | 18   | 7  | 1 | 10 | 23:20 | 22   |
| 7.     | Guarany     | 18   | 4  | 9 | 5  | 21:22 | 21   |
| 8.     | Riachuelo   | 18   | 4  | 5 | 9  | 23:30 | 17   |
| 9.     | América     | 18   | 4  | 4 | 10 | 25:40 | 16   |
| 10.    | Maruinense  | 18   | 4  | 3 | 11 | 19:36 | 12   |

|  | Kampioen, geplaatst voor Série C 2005 en Copa do Brasil 2006 |
|  | Geplaatst voor Série C 2005                                  |
|  | Degradatie                                                   |

### Kampioen
| Campeonato Sergipano de 2005  |
| Sergipe                       |
| ----------------------------- |
| ITABAIANA Kampioen (9° titel) |